# فولدي ميت
إن فولدي ميت هي شركة مقرها كاليفورنيا تقوم بتطوير ماكينة غسيل ملابس قابلة للطي.

## تاريخ
تم إنشاء فولدي ميت بواسطة غال روزوف، وهو مهندس برمجيات إسرائيلي قرر أن الغسيل القابل للطي كان واجباً شاقًا ويمكن القيام به بفعالية بواسطة الروبوت، في عام 2010، ترك روزوف وظيفته كمطور برامج ومدير منتج وقضى عامين في تطوير جهاز غسيل الملابس، في عام 2012، انتقل إلى الولايات المتحدة للعمل مع فريق آلي في وادي السيليكون، بحلول عام 2013، كان لديه تقنية براءة اختراع، في عام 2016، بعد جولة أولية من الاستثمار، أنتج أول نموذج أولي، النموذج الأولي المقدم في معرض CES 2017 أثار الكثير من الاهتمام.
عرضت الشركة نموذجًا محدثًا لـ فولدي نت في معرض CES 2018.
في يناير 2018، أعربت BSH Hausgeräte عن اهتمامها بالشراكة مع فولدي نت.

## نظرة عامة

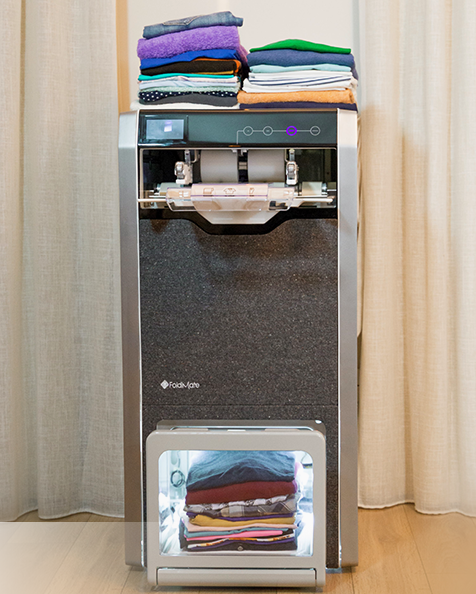
نموذج فولدي نت

إن فولدي ميت أكبر قليلاً من الغسالة القياسية، وفقًا للمطورين، يمكن أن يطوى غسل كامل في أقل من 4 دقائق.
يقوم المستخدم بقص قطعة الملابس على خطافين ويتم سحب العنصر في الجهاز، ثم تتحرك سلسلة من البكرات والأذرع في جميع الاتجاهات لتصويبها وطيها، يمكن للآلة أن
تطوي القمصان والسراويل والفساتين، ولكن ليس قطعًا صغيرة من الملابس مثل الملابس الداخلية أو العناصر الكبيرة مثل الأوراق، يتم إرجاع العناصر المطوية في كومة من خلال نافذة في الجزء السفلي من الجهاز.
تضمنت الإصدارات السابقة تقنية مضادة للتجاعيد وميزات العطر، ولكن تم إعادة تصميم المنتج وتبسيطه بهدف إعداده للسوق بحلول نهاية عام 2019.